# Carex caroliniana
Espèce
Classification phylogénétique
Carex caroliniana est une espèce des plantes du genre Carex et de la famille des Cyperaceae.